# Diaphania cachinalis
Diaphania cachinalis is een vlinder uit de familie van de grasmotten (Crambidae), uit de onderfamilie van de Spilomelinae. De wetenschappelijke naam van deze soort is voor het eerst voorgesteld als Glyphodes cachinalis door Embrik Strand in een publicatie uit 1920.
De soort komt voor in Costa Rica.